# Dora and Friends: Into the City!
Dora and Friends: Into the City! (o simplement Dora and Friends) és una sèrie de televisió animada infantil educativa nord-americana. Seqüela de la sèrie original de Dora l'exploradora, aquesta sèrie es va estrenar a Nickelodeon el 18 d'agost de 2014 i va acabar el 5 de febrer de 2017 als Estats Units d'Amèrica, seguida de la seva estrena canadenca el 6 de setembre de 2014 a Treehouse TV.

## Producció
Un episodi pilot titulat Dora's Explorer Girls: Our First Concert es va emetre el 7 d'agost de 2011 a Nick Jr. als Estats Units. Un mes després, es va emetre a Treehouse TV al Canadà. Després del llançament de Dora's Explorer Girls: Our First Concert, Nickelodeon va anunciar el 2013 que produiria una sèrie derivada de Dora l'exploradora titulada Dora and Friends: Into the City! protagonitzada per la Dora com una nena de 10 anys que fa aventures a la ciutat amb un grup de nous amics. La sèrie s'ha estrenat durant 20 episodis i es va estrenar en horari de màxima audiència a Nickelodeon el 18 d'agost de 2014. L'espectacle està animat amb Toon Boom Harmony. El 9 d'octubre de 2014, Nickelodeon va renovar la sèrie per a una segona temporada de 20 episodis. Actualment també s'emeten reposicions al canal Nick Jr. La sèrie va ser cancel·lada el 5 de febrer de 2017, després de dues temporades.